# Moissy-Moulinot
Moissy-Moulinot is een gemeente in het Franse departement Nièvre (regio Bourgogne-Franche-Comté) en telt 26 inwoners (2009). De plaats maakt deel uit van het arrondissement Clamecy.

## Geografie
De oppervlakte van Moissy-Moulinot bedraagt 3,0 km², de bevolkingsdichtheid is 9,3 inwoners per km².
De onderstaande kaart toont de ligging van Moissy-Moulinot met de belangrijkste infrastructuur en aangrenzende gemeenten.

## Demografie
Onderstaande figuur toont het verloop van het inwonertal (bron: INSEE-tellingen).